# أفعى أم الجنيب
أفعى أم جنيب  أو الأفعى المقرنة أو قرناء غاسبريتي (الاسم العلمي: Cerastes gasperettii) من الجنس الأفعى القرناء الذي يتبع الفصيلة الأفعوية.
هي من الأفاعي الخطيرة لأنها ذات درجة سمية عالية. تنتشر في معظم مناطق الجزيرة العربية بما فيها المملكة العربية السعودية. من أهم سلوكيات هذه الأفعى أنها تدفن نفسها في الرمل خلال الليل، وخاصة عند نهاية نشاطها ليلاً، حين تجد المأوى والجحر المناسب لتختبئ فيه خلال النهار، فتدفن نفسها حتى يخرج النهار أو تشتد الحرارة. تستعمل هذه الأفعى هذا الأسلوب لعدة أسباب:

## أماكن انتشارها
ينتشر هذا النوع بشكل أساسي في الجزيرة العربية ويمتد موطنها شمالا إلى تخوم بلاد الشام والعراق وحتى جنوب إيران.
وينبغي تمييزها عن النوعين الآخرين من ذوات القرون المنتشرة في الشمال الإفريقي ومصر وهما الأفعى القرعاء ومقرنة صحراء الشمال الإفريقي.

## قرونها
قرونها عبارة عن بروز جلدية تسعملها للحصول على الغذاء. تحرك قرونها عند مشاهدة الطيور الصغيرة فتعتقد تلك الطيور ان هذه القرون ديدان فتنقض عليها لتصبح فريسة للأفعى. هدف آخر لهذه القرون هو التخفي من الأعداء.